# Mr. Hurley & die Pulveraffen

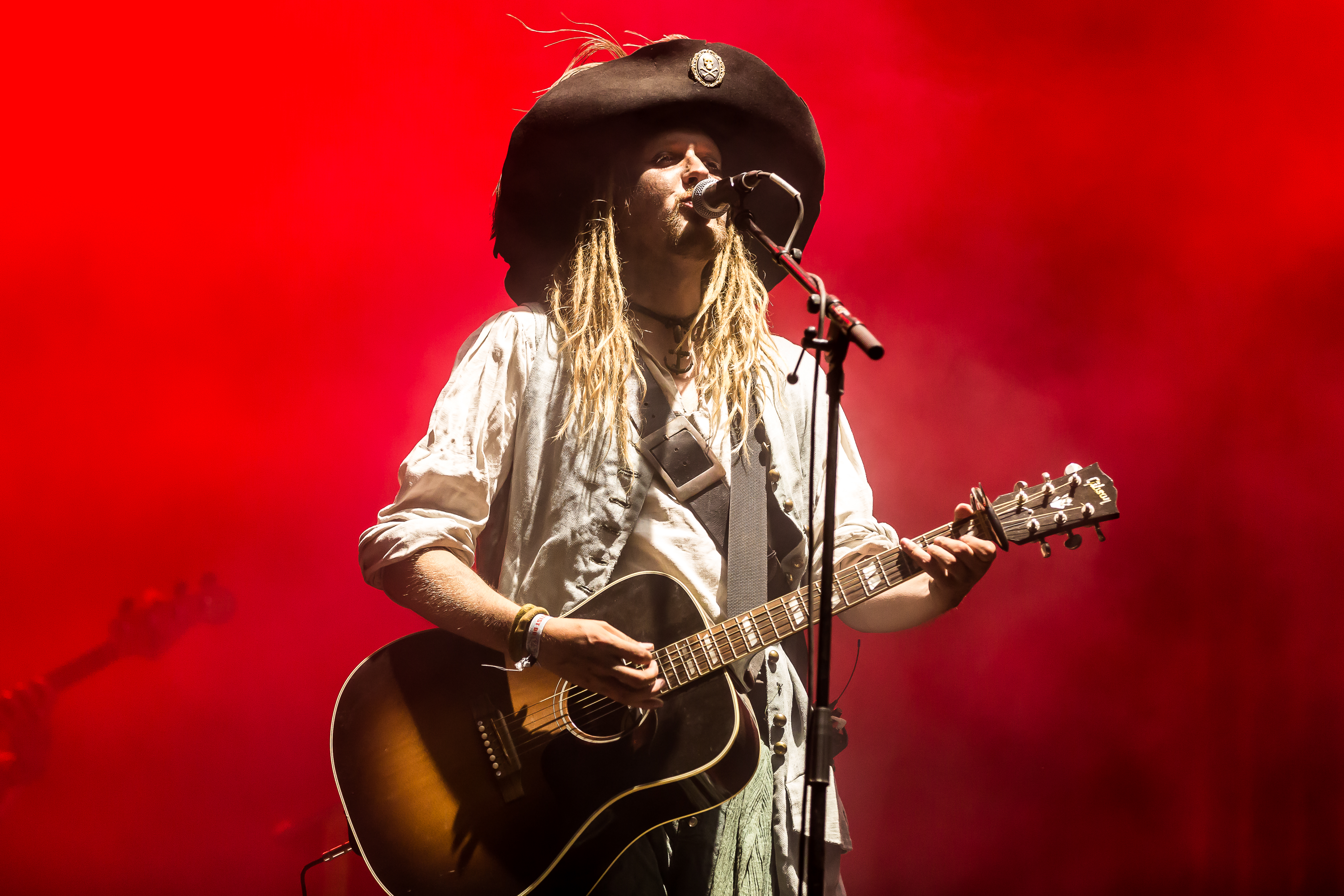
Mr. Hurley (Simon Erichsen) auf dem Rockharz Open Air 2018

Mr. Hurley & die Pulveraffen ist eine deutsche Folk-Band aus Osnabrück, die aus vier Mitgliedern besteht.

## Geschichte
Die Band versteht sich als frühneuzeitlich inspirierte Piratenband und spielt vor allem auf Mittelalterfesten, Hafenfesten und Musikfestivals. Die Band tritt seit 2013 regelmäßig beim Wacken Open Air auf der Wackinger Stage auf,  2014 auch auf dem Festival-Mediaval sowie 2016 auf dem Summer Breeze Open Air, bei dem sie auf der Camel Stage 1000 Zuschauer anzogen.
Im November 2014 erschien die EP Plankrock, für die Lieder der älteren Alben als Rock-Versionen mit E-Gitarre und Schlagzeug neu aufgenommen wurden. Dazu wurde die Band von drei Gastmusikern unterstützt.
Im Frühjahr 2016 begab sich die Band auf die erste eigene Tour, die unter dem Namen AggroShanty in sieben Städten gastierte.
Am 19. Juli 2017 veranstaltete die Band zusammen mit Schandmaul und Versengold ein Live-Streaming-Konzert, bei der jede Band jeweils einen Song der anderen beiden coverte. Am 25. August 2017 wurde das Album Tortuga veröffentlicht, mit dem die Band Platz 5 der deutschen Albumcharts erreichte, das Album Leviathan (30. August 2019) war auf Platz 7. Das Album Seemannsgrab (5. März 2021) bescherte der Band mit Platz 3 ihre bis dahin höchste Chartplatzierung. Die gleiche Platzierung gelang ihnen mit dem Album Leuchtturm am 8. September 2023 erneut.

## Trivia
- Die Bandmitglieder sind allesamt Geschwister. Pegleg Peggy, die aufgrund ihres jungen Alters zunächst nur als Merchandiserin dabei war, steht erst seit dem 28. April 2018 als Bassistin auf der Bühne.
- Die Outfits der Bandmitglieder sind farblich gekennzeichnet; so trägt Mr. Hurley ein vorwiegend dunkelgrünes Outfit, Buckteeth Bannock ein hellrotes, Der einäugige Morgan ein dunkelblaues und Pegleg Peggy eins in dunkellila.
- Ein Running Gag ist u. a. die Ankündigung der Herkunft der Band „… aus dem karibischen Osnabrück …“.
- Die Aufgabe eines Pulveraffen auf einem Schiff war es, Schwarzpulver zu den Kanonen zu bringen.
- Der offizielle Fanclub von Mr. Hurley & die Pulveraffen sind die Muschelschubser.[2][3]
- Simon Erichsen war bis zu deren Auflösung Mitglied der Band Knasterbart, 2024 gründete er außerdem die Band Rodeo 5000.
- Christoph und Johannes Erichsen machen neben der Musik noch Let’s Plays auf YouTube,[4][5] Esther Erichsen streamt auf Twitch.[6]

## Diskografie

### Studioalben
- 2012: Affentheater (Timezone)
- 2013: Grog ’n’ Roll (Totentanz)
- 2015: Voodoo (Timezone)
- 2017: Tortuga (Vertigo Berlin)
- 2019: Leviathan (Affeninsel, Universal Music)
- 2021: Seemannsgrab
- 2023: Leuchtturm

### EPs
- 2011: Achterstück (Eigenproduktion)
- 2011: Breitseite (Eigenproduktion)
- 2013: Feier frei! (Split-EP mit der Pressgëng; Totentanz)
- 2014: Plankrock (Timezone)

## Musikvideos
- 2013: Geißel der See
- 2013: Blau wie das Meer
- 2015: Booty Island
- 2016: Taljenblock
- 2017: Tortuga
- 2017: Achtung, fertig, prost
- 2017: Wär ich Gouverneur
- 2017: Blau wie das Meer (Version 2017)
- 2017: Karibische Weihnachten
- 2019: Leviathan
- 2019: Unser Untergang
- 2019: Der Kodex (Kein Versprechen)
- 2020: Meuterei
- 2020: Kaboom
- 2021: The Wellerman
- 2021: Paddy Lay Back
- 2021: Grogstar
- 2021: Bully in the Alley
- 2021: The Wellerman ☠️ PIRATE HOMEOFFICE EDITION
- 2021: Mann über Bord
- 2021: Round the Bay of Mexico
- 2021: Mit’n Hut
- 2021: Wir ham ne Fahne (feat. Frog Bog Dosenband)
- 2022: Le Corsaire
- 2023: Achterbahn am Achterdeck
- 2023: Leuchtturm
- 2023: Beifang
- 2023: Mitt’n rein